# Nguyên lý Scheimpflug

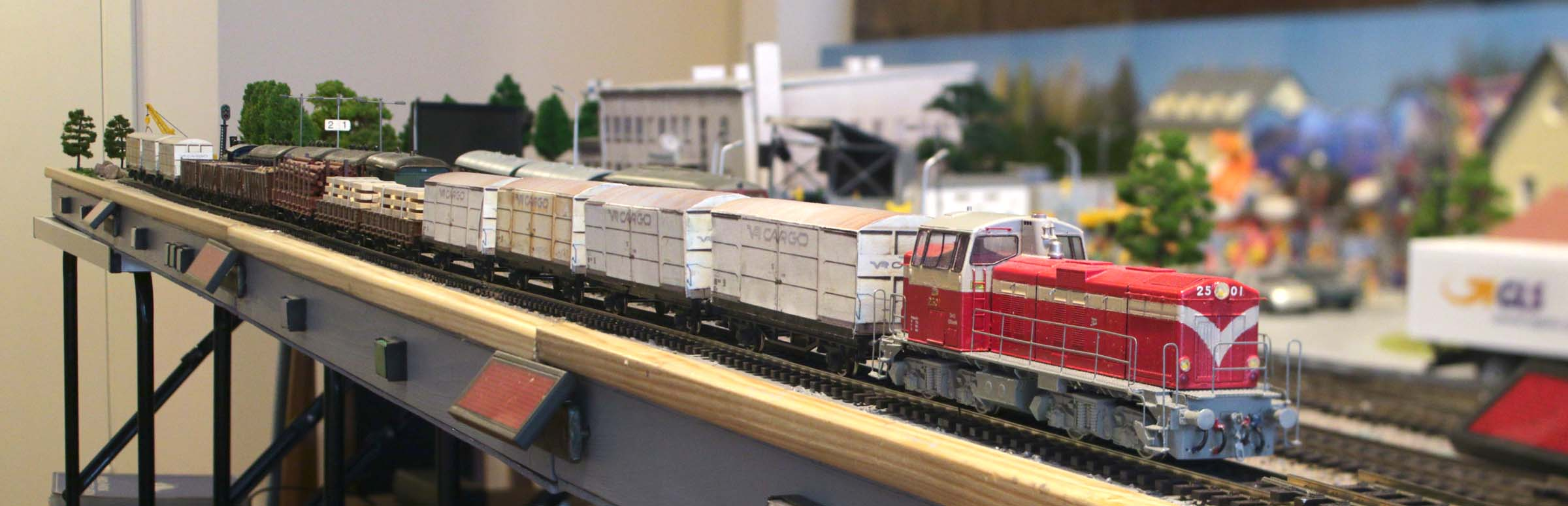
Ảnh ống kính Tilt về mô hình đoàn tàu. Ống kính được xoay sang bên phải, nhằm để giữ mặt phẳng nét dọc theo đoàn tàu. Mặt phẳng sensor, mặt phẳng ống kính và trục dọc đoàn tàu đều cắt nhau về phía bên phải của máy ảnh

Nguyên lý Scheimpflug là một nguyên tắc hình học trong đó mô tả sự định hướng của mặt phẳng lấy nét, mặt phẳng ống kính, và mặt phẳng hiện ảnh (sensor, film) của một hệ thống ống kính (như là máy ảnh) khi mặt phẳng sensor không song song với mặt phẳng ống kính. Nó được sử dụng trong chuyển động camera trong View camera. Nó cũng là nguyên lý sử dụng trong phẫu thuật màng sừng, lập bản đồ số, sửa chữa tật khúc xạ trong phẫu thuật mắt như phương pháp LASIK, và là phương pháp ban đầu để phát hiện keratoconus. Tên nguyên lý được đặt theo tên Sĩ quan quân đội người Áo Theodor Scheimpflug, người đã vận dụng nó trong phát minh phương pháp và dụng cụ để sửa hiện tượng méo phối cảnh trong ảnh hàng không; mặc dù ông đã đặt tên Jules Carpentier cho nguyên lý này.

## Mô tả nguyên lý Scheimpflug

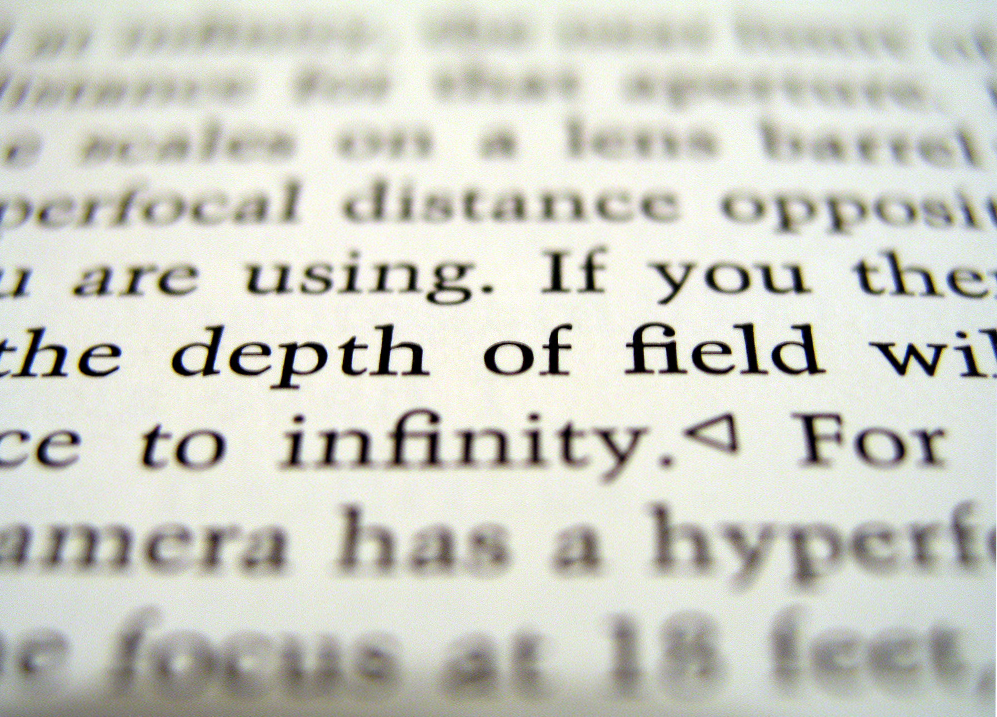
Hình 1. Với một máy ảnh thông thường, khi vật không song song với mặt phẳng sensor, sẽ chi có một phần nhỏ nét

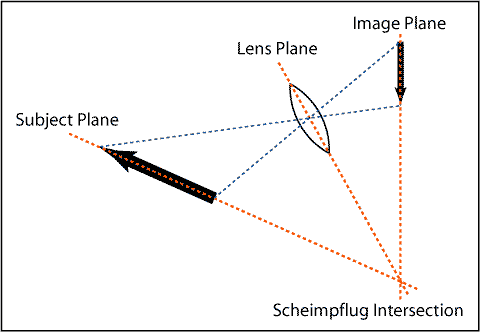
Hình 2. Góc độ trong nguyên lý Scheimpflug, sử dụng 1 ví dụ của ống kính máy ảnh

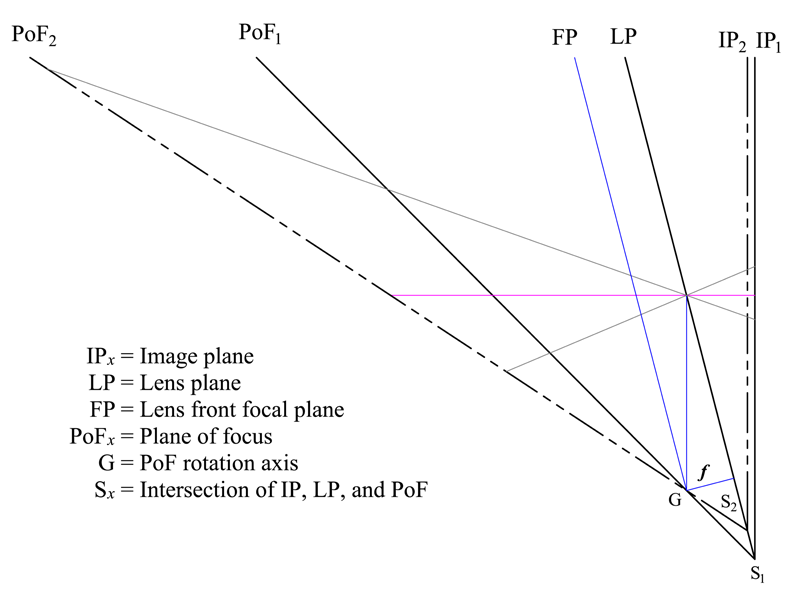
Hình 2

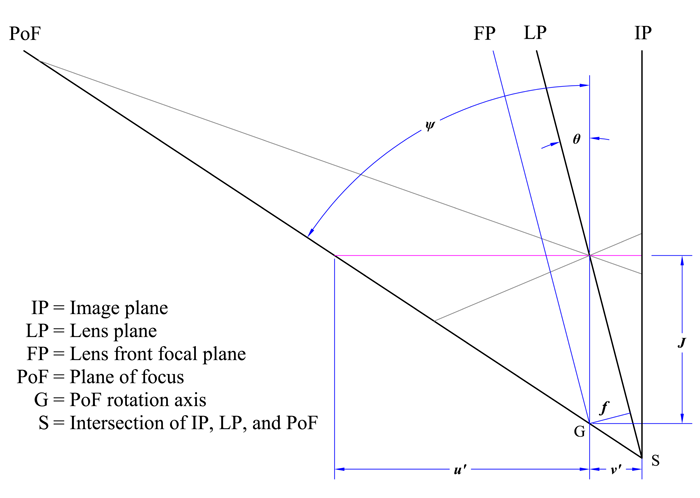
Hình 4. Sự quay của trục khoảng cách và góc của mặt phẳng nét

Thông thường, mặt phẳng ống kính và mặt phẳng hiện ảnh (film hay sensor) song song nhau, và mặt phẳng nét (PoF) thì song song với mặt phẳng ống kính và mặt phẳng cảm biến. Nếu một vật phẳng (Như là bề mặt của một tòa nhà) cũng song song với cảm biến, nó có thể trùng với mặt phẳng nét,và bề mặt của vật thể được chụp sẽ nét toàn bộ. Nếu mặt phẳng vật không song song với mặt phẳng ảnh, sẽ chỉ nét dọc theo một đường mà chính đường đó là đường giao cắt giữa nó vàmặt phẳng nét như trong hình 1.
Nhưng khi ống kính được xoay đi so với mặt phẳng sensor, đường tiếp tuyến xiên, kéo dài từ mặt phẳng film/cảm biến và các đường khác kéo dài từ mặt phẳng ống kính cắt nhau tại điểm mà mặt phẳng nét cũng đi qua (Hình 2). Trong trường hợp này, vật phẳng dù không song song với mặt phẳng sensor cũng sẽ hoàn toàn đúng nét. Trong khi phần lớn các nhiếp ảnh gia không hề biết mối quan hệ giữa 3 mặt phẳng này một cách rành rẽ, viẹc xoay/ tịnh tiến ống kính nhằm mục đích xoay và tịnh tiến mặt phẳng nét đã được thực hiện từ giữa những năm 1800. Nhưng khi Carpentier và Scheimpflug muốn sản xuất các dụng cụ để tự động hóa việc xoay/ tịnh tiến này, họ cần tìm ra mối liên hệ về mặt hình học giữa 3 mặt phẳng.
Scheimpflug (1904) đưa ra bản luận văn bằng tiếng Anh; Carpentier (1901) trước đó đưa ra miêu tả chi tiết cho điều chỉnh phối cảnh trong ảnh phóng lớn. ý tưởng cũng có thể được suy ra từ lý thuyết Desargues trong hình học xạ ảnh của Gérard Desargues; nguyên lý cũng có thể suy ra từ hình học đơn giản và ứng dụng công thức thin-lens của Gaussian, như được thể hiện trong phần Proof of the Scheimpflug principle.

## Thay đổi mặt phẳng lấy nét
Khi mặt phẳng ống kính và mặt phẳng ảnh không song song, Điều chỉnh lấy nét  bằng cách xoay PoF tốt hơn là đơn thuần chỉ thay đổi vị trí dọc theo trục của ống kính (tịnh tiến mặt phẳng ống kính). Trục quay là giao của mặt phẳng tiêu cự và mặt phẳng đi qua tâm của ống kính đến mặt phẳng ảnh, như hình 3. Khi mặt phẳng ảnh di chuyển từ IP1 đến IP2, mặt PoF xoay quanh G, từ vị trí PoF1 đến vị trí PoF2; đường Scheimpflug chuyển từ vị trí S1 đến S2. Trục xoay được gọi với nhiều cái tên khác nhau: "counter axis" (Scheimpflug 1904), "hinge line" (Merklinger 1996), and "pivot point" (Wheeler).
Dựa theo Hình 4; Nếu một ống kính có tiêu cự f xoay một góc θ so với mặt phẳng ảnh, khoảng cách J từ tâm lens tới trục G được tính bởi
{\displaystyle J={\frac {f}{\sin \theta }}.}
Nếu như v′ là khoảng cách dọc theo tầm nhìn từ mặt phẳng ảnh đến tâm ống kính, góc ψ giữa mặt phẳng ảnh và mặt phẳng nét sẽ được cho bởi 
{\displaystyle \tan \psi ={\frac {v'}{v'\cos \theta -f}}\sin \theta .}
Tương đương, với vật bên cạnh ống kính, nếu u′ là khoảng cách dọc theo đường tầm nhìn từ tâm lens đến PoF, góc ψ tính là
{\displaystyle \tan \psi ={\frac {u'}{f}}\sin \theta .}